# Komplexy difluoru

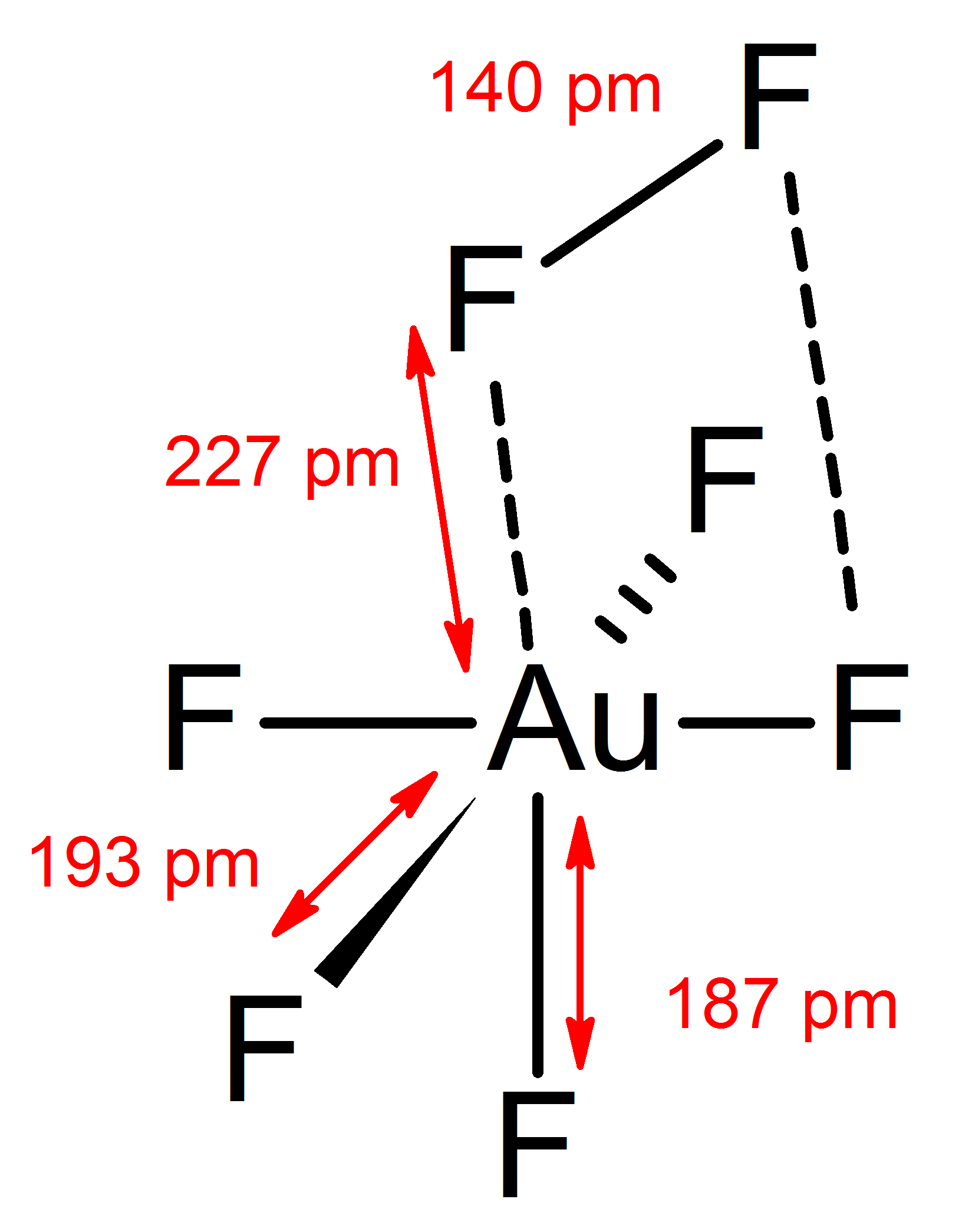
heptafluorid zlata

Komplexy difluoru jsou komplexní sloučeniny obsahující molekuly difluoru (F2). Prvním známým komplexem tohoto druhu byl heptafluorid zlata (AuF7)., který není zlatistou sloučeninou, ale komplexem fluoridu zlatičného (AuF5) a difluoru. Na rozdíl od komplexů divodíku, které mají η2-H2, jsou difluorové ligandy typu η1-F2.